# West Burlington
West Burlington és una població dels Estats Units a l'estat d'Iowa. Segons el cens del 2000 tenia 3.161 habitants.

## Demografia
Segons el cens del 2000, West Burlington tenia 3.161 habitants, 1.434 habitatges, i 871 famílies. La densitat de població era de 242,6 habitants/km².
Dels 1.434 habitatges en un 25,4% hi vivien nens de menys de 18 anys, en un 45,9% hi vivien parelles casades, en un 11,4% dones solteres, i en un 39,2% no eren unitats familiars. En el 34,4% dels habitatges hi vivien persones soles el 15,6% de les quals corresponia a persones de 65 anys o més que vivien soles. El nombre mitjà de persones vivint en cada habitatge era de 2,18 i el nombre mitjà de persones que vivien en cada família era de 2,77.
Per edats la població es repartia de la següent manera: un 21% tenia menys de 18 anys, un 10,1% entre 18 i 24, un 24,7% entre 25 i 44, un 25,1% de 45 a 60 i un 19% 65 anys o més.
L'edat mediana era de 41 anys. Per cada 100 dones de 18 o més anys hi havia 88,9 homes.
La renda mediana per habitatge era de 38.958 $ i la renda mediana per família de 45.321 $. Els homes tenien una renda mediana de 34.574 $ mentre que les dones 21.225 $. La renda per capita de la població era de 19.659 $. Entorn del 4,4% de les famílies i el 8,2% de la població estaven per davall del llindar de pobresa.

## Poblacions més properes
El següent diagrama mostra les poblacions més properes.